# Pollenia pseudintermedia
Pollenia pseudintermedia este o specie de muște din genul Pollenia, familia Calliphoridae, descrisă de Knut Rognes în anul 1987.
Este endemică în Spania. Conform Catalogue of Life specia Pollenia pseudintermedia nu are subspecii cunoscute.